# Lecithocera anatolica
Lecithocera anatolica is een vlinder uit de familie Lecithoceridae. De wetenschappelijke naam is voor het eerst geldig gepubliceerd in 1978 door Gozmany.
De soort komt voor in Europa.